# Lago Tahoma
Il Lago Tahoma è un lago privato situato tra le montagne occidentali della Carolina del Nord,  nella Contea di McDowell. 
E' alimentato dalle acque del fiume Catawba.
Si trova a circa 8 chilometri a nord ovest della cittadina di Marion.

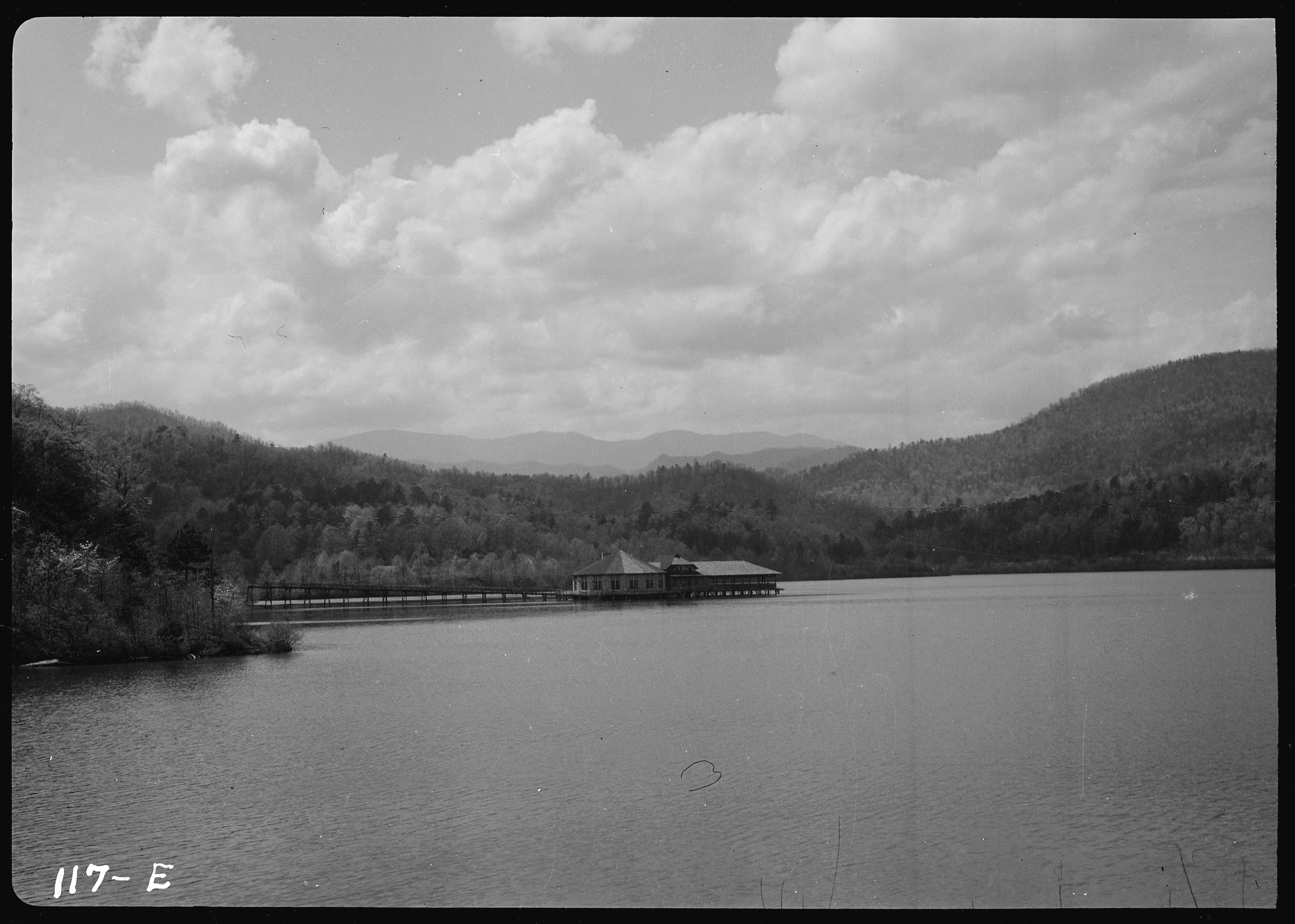
Il lago Tahoma nel 1936